# Richard Hundhammer
Richard Hundhammer (* 22. Mai 1927 in München; † 17. April 2012 ebenda) war ein deutscher Politiker (CSU).

## Leben
Richard Hundhammer war der erstgeborene Sohn von Alois Hundhammer und hatte drei Brüder, darunter den Bühnenbildner und Filmausstatter Wolfgang Hundhammer. Nach Schulzeit und Abitur in München studierte er Rechtswissenschaften und wurde zum Dr. iur. promoviert.
Neben seinem Vater und anderen war Richard Hundhammer 1945 Gründungsmitglied der Christlich-Sozialen Union in Bayern (CSU). Ab 1958 arbeitete er als Rechtsreferent bei der Regierung von Oberbayern. 
Zwischen 1970 und 1986 war er Landtagsabgeordneter des bayerischen Landtags und Mitglied des Vorstandes der CSU-Landtagsfraktion, des Ausschusses für Verfassungs-, Rechts- und Kommunalfragen und des Bayerischen Verfassungsgerichtshofes. Von 1972 bis 1974 war er stellvertretender Vorsitzender des Geschäftsordnungsausschusses, in anderen Ämtern stellvertretender Landesvorsitzender der Katholischen Männergemeinschaften in Bayern; Mitglied des Vorstandes des CSU-Bezirksverbandes München; Vorsitzender des CSU-Kreisverbandes München 5 und Mitglied des CSU-Landesausschusses.
1985 geriet er in die öffentliche Kritik, als er sich gegen die Errichtung eines Denkmals für Kurt Eisner in München aussprach.
Nach seinem Rückzug aus dem politischen Geschäft war er unter anderem als Kuratoriumsvorsitzender der Wilhelmina Busch-Woods-Stiftung in Bernried am Starnberger See tätig.
Richard Hundhammer war verheiratet mit Irmgard Hundhammer, geborene Wohlschlager (* 26. November 1922; † 17. Oktober 2008 in München). Aus der Ehe gingen zwei Söhne hervor.

## Ehrungen
- Bayerischer Verdienstorden (1980)
- Bundesverdienstkreuz am Bande (16. August 1983)[3]
- Bayerische Verfassungsmedaille in Silber (1984)